# Lux (mydło)

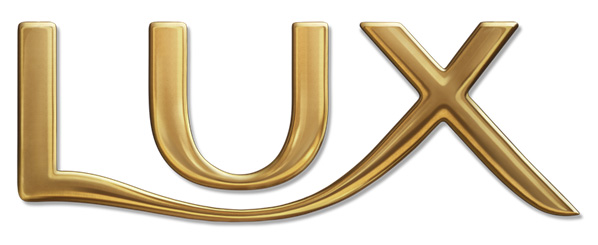
Logo marki Lux

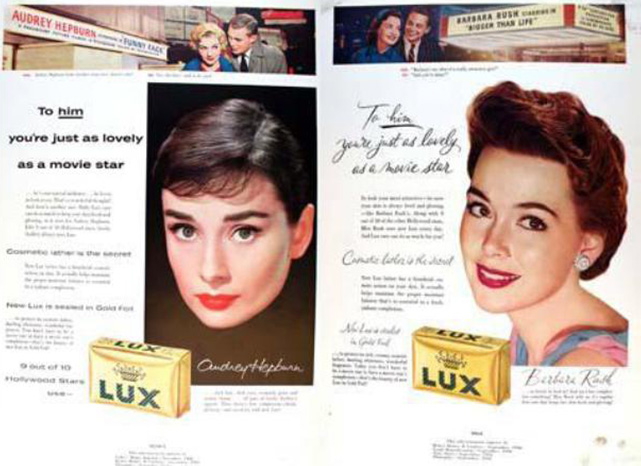
Audrey Hepburn i Barbara Rush w reklamie mydła marki Lux

Lux – marka mydła stworzona przez jednego z założycieli koncernu Unilever – Hasketta Levera – w 1924 w Stanach Zjednoczonych.
Lux była pierwszą marką mydła toaletowego przeznaczoną na rynek masowy, obecnie dostępna jest w ponad stu krajach. Mimo że dosłowna nazwa oznacza po łacinie światło, to marka Lux wzięła się od angielskiego słowa luxury, które oznacza „luksusowy”.
Marka Lux była również głównym sponsorem amerykańskiej audycji radiowej Lux Radio Theatre.